# Neokantismo
El neokantismo fue un movimiento filosófico europeo, de origen predominantemente alemán, que preconizó un retorno a los principios filosóficos de la doctrina de Immanuel Kant frente a la entonces imperante doctrina del idealismo absoluto de Georg Wilhelm Friedrich Hegel. El neokantismo se mostraba escéptico frente a lo que consideraba un indebido énfasis especulativo del pensamiento hegeliano, y buscaba recuperar la doctrina kantiana de la crítica del conocimiento frente al predominio de la metafísica.
El desarrollo del neokantismo tuvo lugar en tres etapas en las que, partiendo de la formulación de una teoría del conocimiento idealista, la escuela se fue desarrollando hasta la formulación de diversos sistemas:

## Filósofos kantianos
Los inicios del neokantismo están marcados por el desarrollo de una teoría del conocimiento idealista por parte de estudiosos de la fisiología. A partir de investigaciones empíricas acerca de las restricciones estructurales de los sentidos humanos, científicos con intereses filosóficos, como Hermann von Helmholtz y Gustav Theodor Fechner, utilizaron el marco de la teoría kantiana del conocimiento para argumentar contra la posibilidad de un conocimiento no mediado y restringido por las propiedades del aparato cognitivo del sujeto. En el afán de marcar las diferencias con el idealismo tal como se había desarrollado en la filosofía de Hegel, los filósofos neokantianos eliminaron de su teoría del conocimiento la noción de noúmeno o cosa en sí, considerándola una adherencia conceptual no justificada por los hechos; en la medida en que se hacía necesaria para explicar la aparición de los fenómenos, se la consideró un concepto límite sin contenido positivo (Como ya Kant había advertido en su Crítica de la razón pura). La consecuente pérdida de potencial explicativo de la epistemología kantiana se compensaría con un mayor énfasis en su filosofía práctica.

## Desarrollo de la escuela
El segundo período de desarrollo del neokantismo estuvo dado por la recuperación por parte de filósofos profesionales (Hermann Cohen, Paul Natorp, Nicolai Hartmann, Wilhelm Windelband, Aloys Riehl) del curso marcado por los filósofos, y la sustentación de las teorías de estos mediante un estudio filológico detallado de la evolución de los trabajos de Kant.
Si bien en el primer período los elementos kantianos estaban limitados al esquema argumentativo de la Crítica de la razón pura, los filósofos de esta etapa —en especial Natorp— buscaron reconstruir la filosofía kantiana como un todo. Su objetivo era proporcionar una fundamentación completa de la filosofía desde la perspectiva del idealismo subjetivo, incluyendo la crítica ético-política desarrollada en la Crítica de la razón práctica.

## Formación de sistemas
Estos intentos llevaron al desarrollo de distintos sistemas filosóficos por parte de los neokantianos, a la vez que su influjo se hacía notar también en las facultades de teología —cuya influencia e interrelación con la filosofía era aún muy notable en Alemania—, y de ciencias sociales. Los sociólogos Georg Simmel y Max Weber, el jurista Rudolf Stammler o los teólogos Johann William Herrmann y Julius Wilhelm Kaftan difundieron el impulso hacia el agnosticismo y la crítica de la metafísica adquirida, tal como lo hacían los neokantianos.

### Escuela de Marburgo
La llamada escuela de Marburgo se organizó sobre las inquisiciones epistemológicas de Friedrich Albert Lange y Otto Liebmann, cuya obra Kant y los Epígonos de 1865 había proporcionado el impulso estructurador para el movimiento neokantiano.
Los principales representantes de la escuela de Marburgo (en un primer momento Cohen y Natorp, a los que sumaron luego Karl Vorländer y sobre todo Ernst Cassirer) tenían intereses principalmente epistemológicos. Contra toda forma de realismo epistemológico, desarrollaron teorías del conocimiento fundamentadas de manera estrictamente conceptual sobre la deducción trascendental de las categorías genéricas a partir de la propia estructura del intelecto. El ser en sí de las cosas quedaba completamente fuera de la cognición; los objetos del conocimiento eran puestos por la actividad de conocer, cuya actividad fundamental era el "poner bajo categorías".
La existencia de categorías a priori estaba demostrado, para los marburguenses, por la existencia de ciencias. La crítica de los hallazgos científicos resultaba por lo tanto imposible.

### Escuela de Baden
Frente a los intereses radicalmente epistemológicos de los marburguenses, la escuela de Baden, encabezada por Windelband y Heinrich Rickert, dividió sus investigaciones entre la doctrina de la Crítica de la Razón Práctica kantiana, buscando fundamentar el problema de los valores, y los problemas de metodología del conocimiento científico. Los neokantianos de Baden distinguieron radicalmente la naturaleza de la cultura, y definieron métodos de investigación distintos para ambas; si bien las ciencias naturales deben operar con métodos generalizadores (nomotéticos), inductivos, las ciencias humanísticas o culturales deberían por el contrario atenerse a la individualidad de cada cultura o formación social (idiofenómenos).
Esta división estaba fundada en la distinción hecha por Dilthey entre las ciencias de la naturaleza y las ciencias humanas o del espíritu, como le llamó, la cual exponía la incapacidad de dar cuenta mediante un método único universal, propugnado por la visión cientificista del positivismo del siglo diecinueve, de la totalidad de la realidad y el conocimiento humano. Sin embargo, la asunción del punto de vista individualizador forzaba a mantener las cuestiones relativas a la selección de una cultura —una Weltanschauung o "visión del mundo", con el término que estableció Rickert— fuera del ámbito de la filosofía.

## Crisis del neokantismo
El carácter radicalmente inestable de la escuela neokantiana se había ya manifestado en la adopción por parte de los distintos representantes del neokantismo de elementos de otros sistemas filosóficos, más o menos afines al idealismo objetivo. Bajo la influencia de las ciencias sociales y de las corrientes hegelianas, las escuelas de Marburgo y Baden se disolvieron en el plazo de una generación, dejando paso al positivismo, la fenomenología y el neohegelianismo, además del marxismo, como las principales orientaciones filosóficas

## Influencias
En el siglo XX la influencia del neokantismo fue fundamentalmente negativa; sin embargo, los planteamientos de filósofos como Edmund Husserl, Martin Heidegger o Nicolai Hartmann obtuvieron del rechazo del neokantismo buena parte de su fuerza original.